# Laghetto di San Marco
Il laghetto di San Marco è stato un bacino acqueo artificiale situato a Milano in corrispondenza della moderna via San Marco, che era la foce del Naviglio di San Marco, canale artificiale proseguimento del Naviglio della Martesana, che è stato utilizzato come secondo punto per l'ormeggio, il rimessaggio delle imbarcazioni che navigavano i Navigli lombardi dopo la Darsena di Porta Ticinese. 
Realizzato nel 1469, aveva come emissario la Conca di San Marco, grazie alla quale scaricava la sua portata nella Cerchia dei Navigli. Il laghetto di San Marco fu interrato nel 1935 contestualmente agli analoghi lavori di chiusura del Naviglio di San Marco, dall'omonimo ponte sulla Cerchia, davanti alla basilica, sino al ponte nei pressi del bastione, chiamato Tumbun de San Marc. Tale nome viene quasi sempre, ed erroneamente, usato per chiamare il Laghetto di San Marco. Il tombone indicava invece un punto dove le acque di due o più canali si incrociavano, creando vortici e gorghi.

## Il contesto idraulico

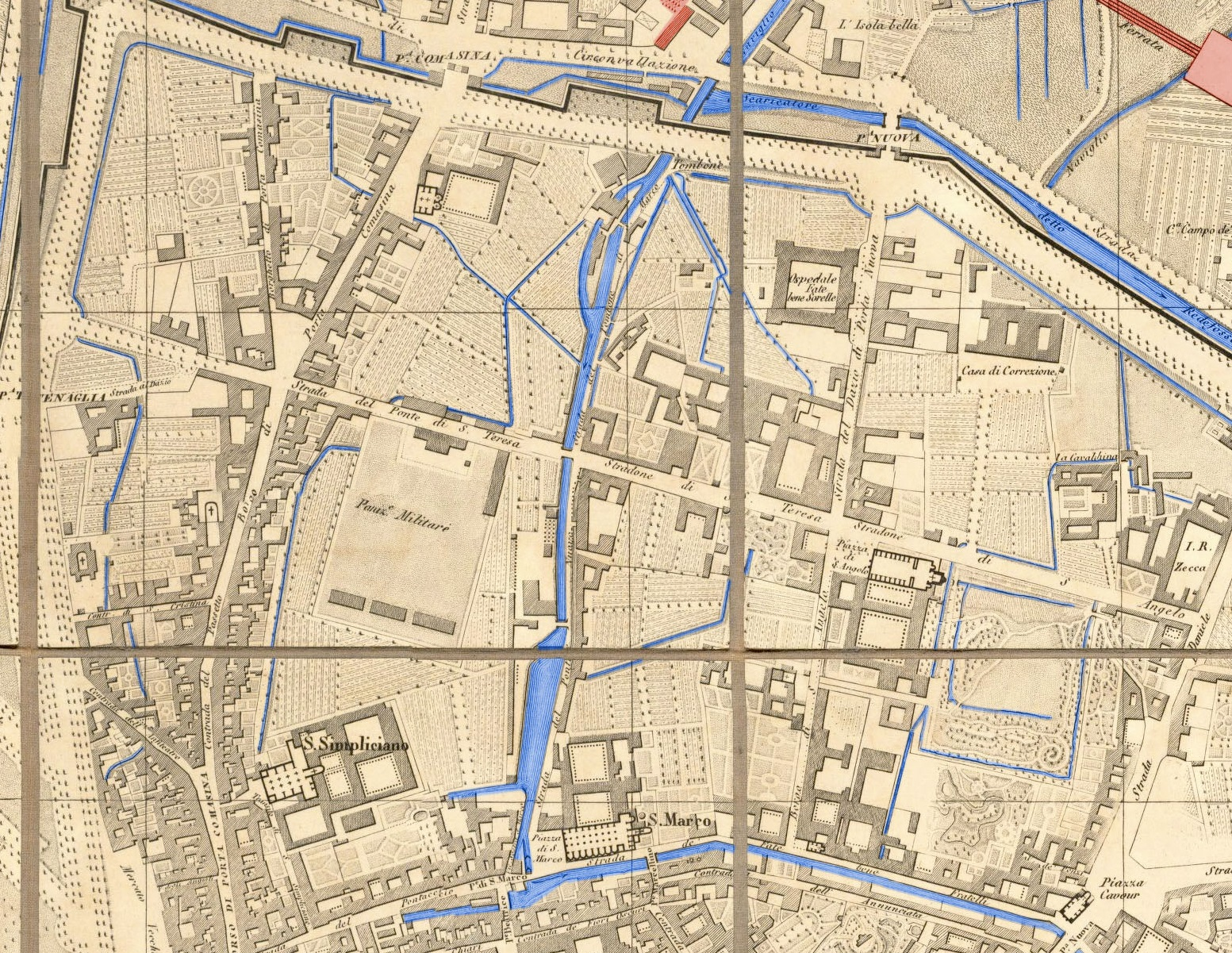
Da nord a sud, l'asse Naviglio della Martesana/Naviglio di San Marco su una mappa di Milano del 1860. Si possono riconoscere il Naviglio della Martesana che sottopassa le mura spagnole di Milano (che sono costeggiate, da ovest a est, dal Cavo Redefossi), il ponte delle Gabelle, la Conca dell'Incoronata, il laghetto di San Marco e la Conca di San Marco. In basso, da ovest a est, la Cerchia dei Navigli che raccoglie le acque del laghetto di San Marco

Nel passato il Naviglio della Martesana proseguiva il suo percorso cittadino, ora interrato, oltre le mura spagnole, sottopassando il ponte delle Gabelle e incontrando la Conca dell'Incoronata, dopo la quale cambiava nome in Naviglio di San Marco. Poco dopo, quest'ultimo, dava origine al laghetto di San Marco, che si immetteva nella Cerchia dei Navigli attraverso la Conca di San Marco.

## Storia
La costruzione di questo secondo approdo per le barche fu voluto per consentire al traffico fluviale proveniente dal Naviglio della Martesana di scaricare le merci evitando di immettersi nella Cerchia dei Navigli, percorso aggiuntivo che era necessario a quelle imbarcazioni provenienti da nord che volevano giungere al laghetto di Sant'Eustorgio, bacino artificiale dal cui ampliamento si originò in seguito la Darsena di Porta Ticinese.
Costruito nel 1469 su un'area precedentemente occupata da un cimitero, il laghetto di San Marco fu interrato nel 1935. Al suo posto è stato ricavato un parcheggio. Il Tombone di San Marco divenne un posto celebre per i suicidi.
All'ingresso e all'uscita del laghetto di San Marco erano presenti due ponti, il ponte Medici (conosciuto anche come "ponte Montebello" o "ponte dei suicidi") e un ponte situato in dirimpetto alla chiesa di San Marco. Di fronte alla chiesa era presente la Conca di San Marco, conca di navigazione che regolava la portata dell'acqua scaricata poi nella Cerchia dei Navigli. 
Sulla sponda ovest del laghetto di San Marco erano presenti diverse botteghe artigiane. Al laghetto di San Marco le imbarcazioni scaricavano principalmente calce e pietra per le costruzioni e – in tempi più moderni – anche la carta per l'editoria: fu proprio un barcone che trasportava carta per il Corriere della Sera l'ultimo a scaricare il proprio carico al laghetto di San Marco. Nel laghetto di San Marco arrivavano anche, provenienti da Corsico e da qui partivano le barche-corriera (el barchett de Vaver) che raggiungevano Vaprio d'Adda.

## Galleria d'immagini

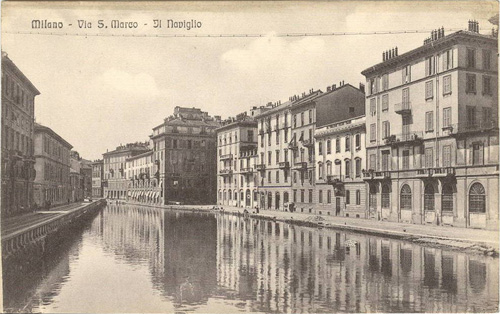
Il laghetto di San Marco
Il laghetto di San Marco
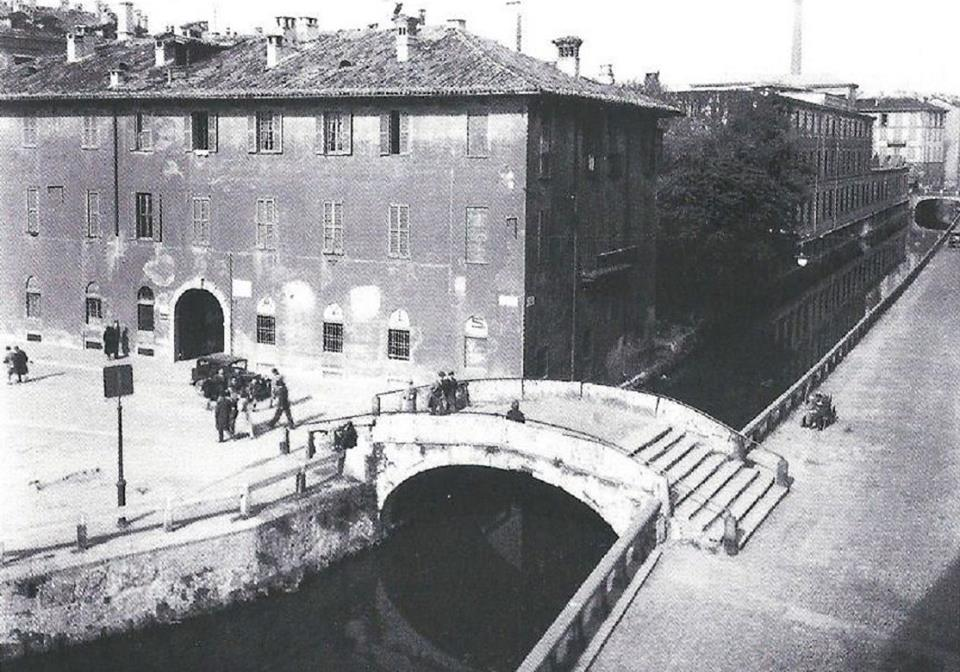
Via San Marco e il ponte dei medici a Milano. Il ponte era situato all'ingresso del laghetto di San Marco
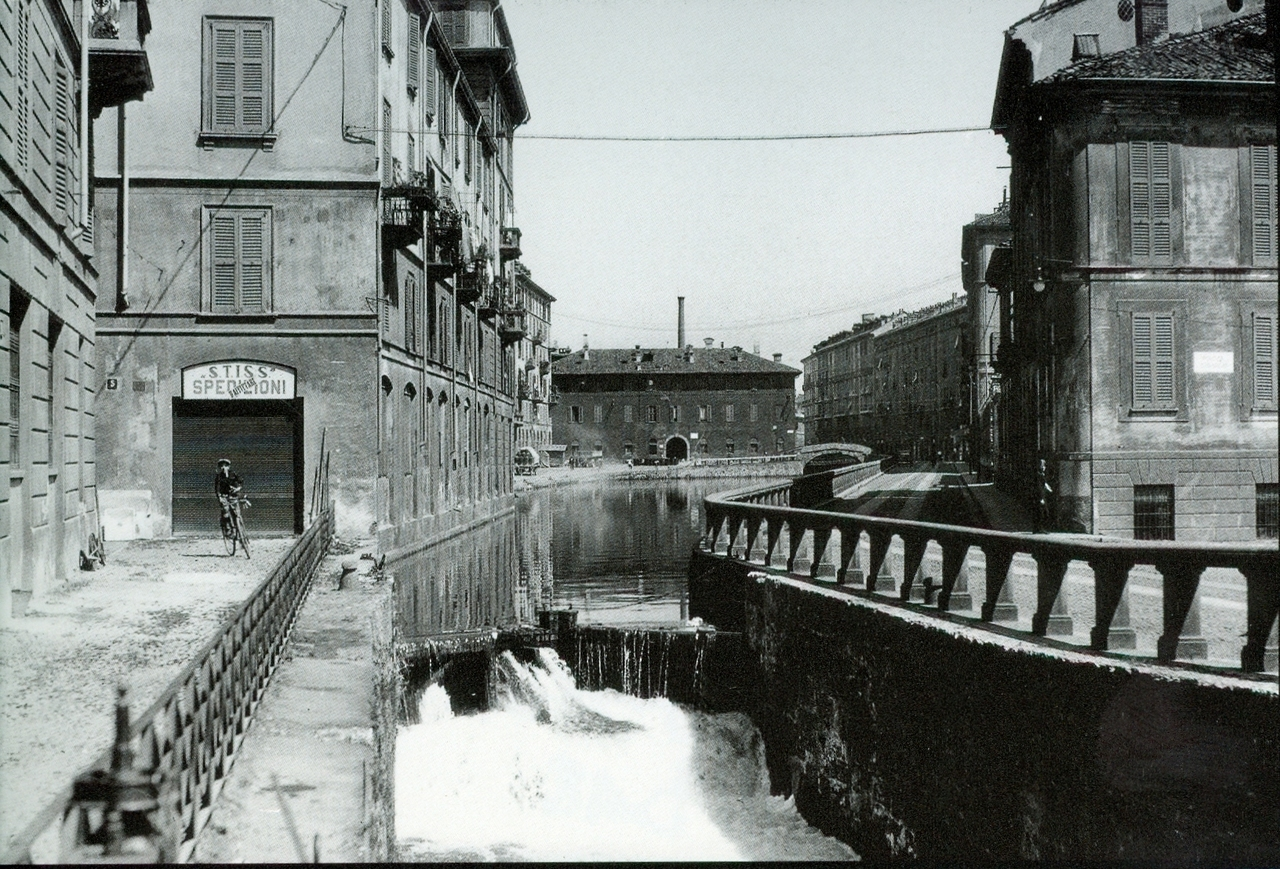
La Conca di San Marco, che serviva a regolare la portata d'acqua in uscita dal laghetto di San Marco
La Conca di San Marco
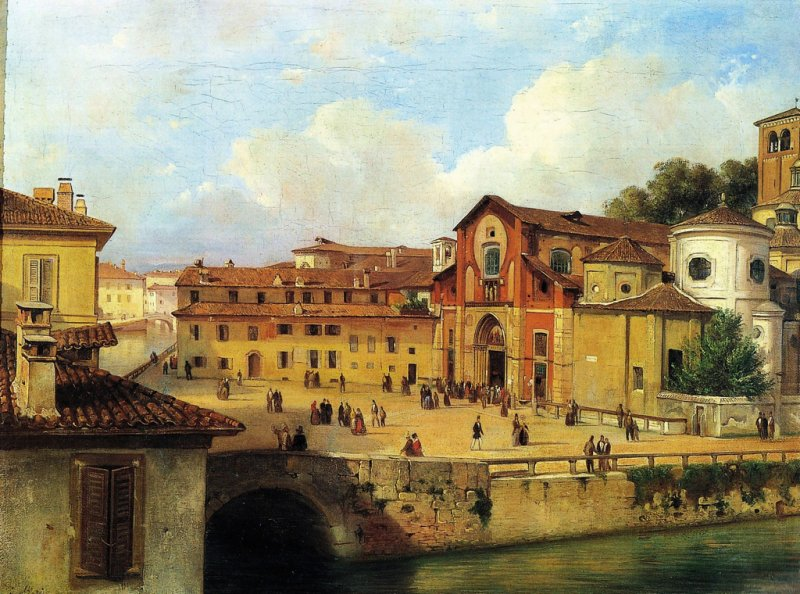
Lo sbocco del laghetto di San Marco sulla Cerchia dei Navigli dopo l'omonima conca su un dipinto di Luigi Bisi. Sulla destra la chiesa e la piazza di San Marco
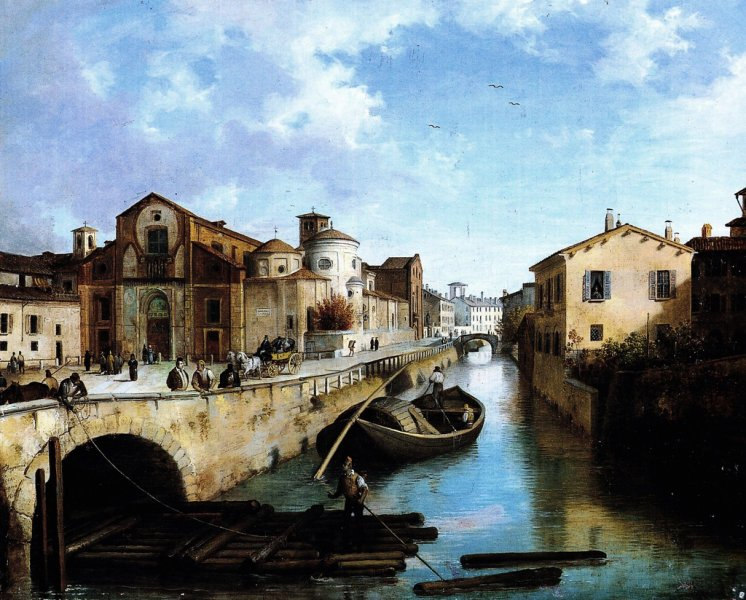
Angelo Inganni, Veduta del Naviglio e della chiesa di San Marco in Milano, Milano, 1835. Nel dipinto si vede, al centro, la Cerchia dei Navigli, mentre a sinistra è visibile lo sbocco del laghetto di San Marco
I lavori di interramento del laghetto di San Marco
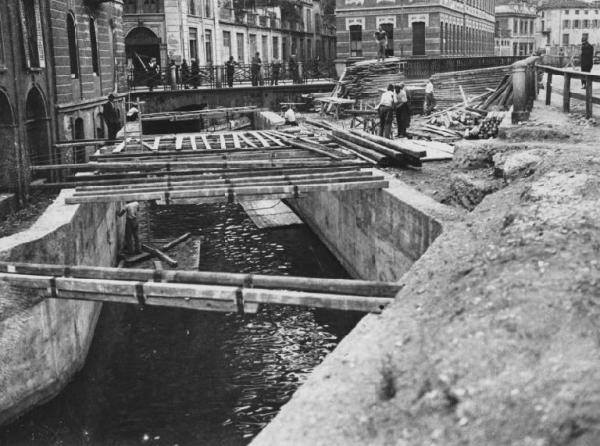
I lavori di interramento del Naviglio di San Marco vicino all'omonima piazza
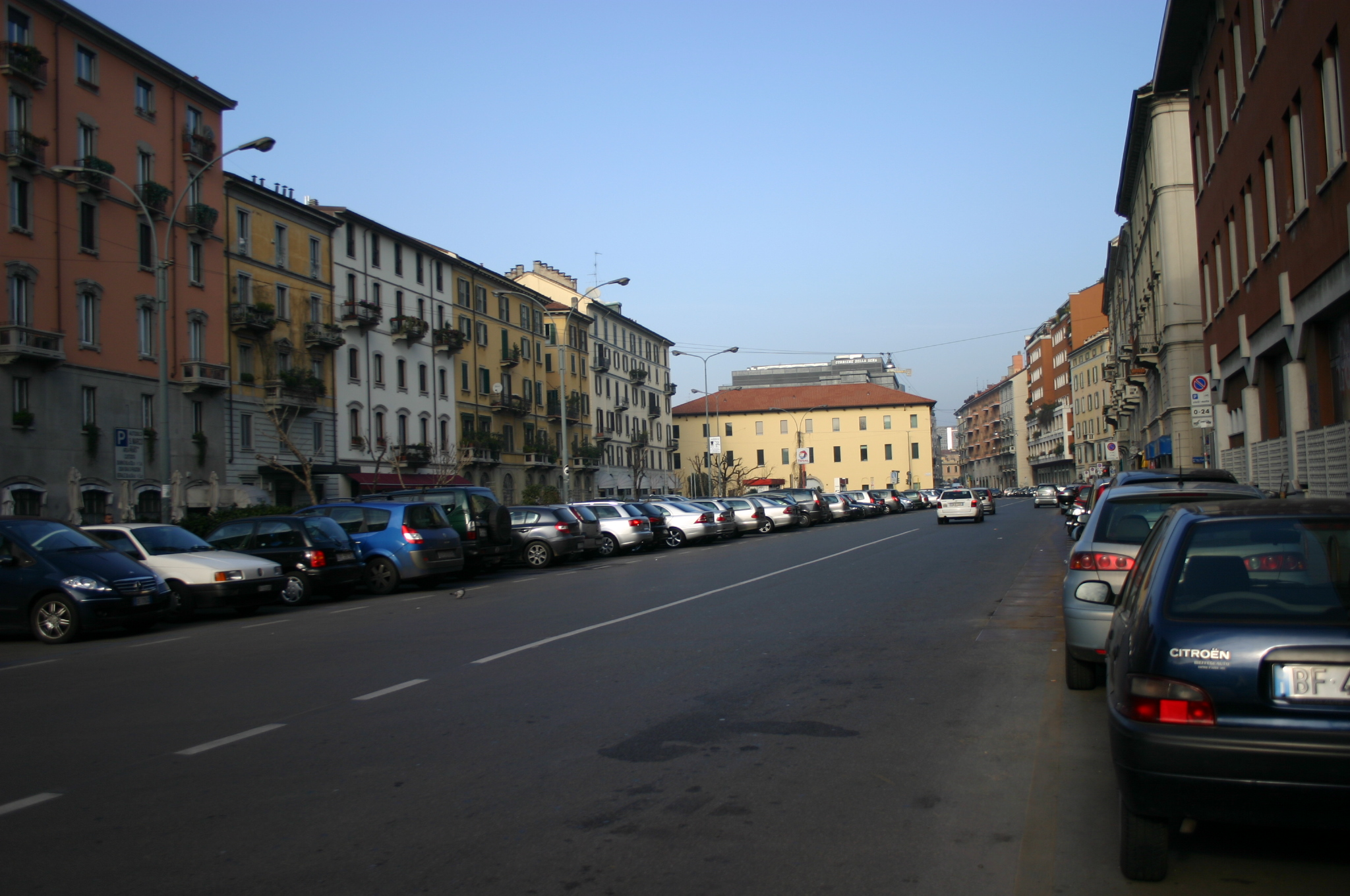
L'area precedentemente occupata dal laghetto di San Marco fotografata nel 2007